# Louis Leitz

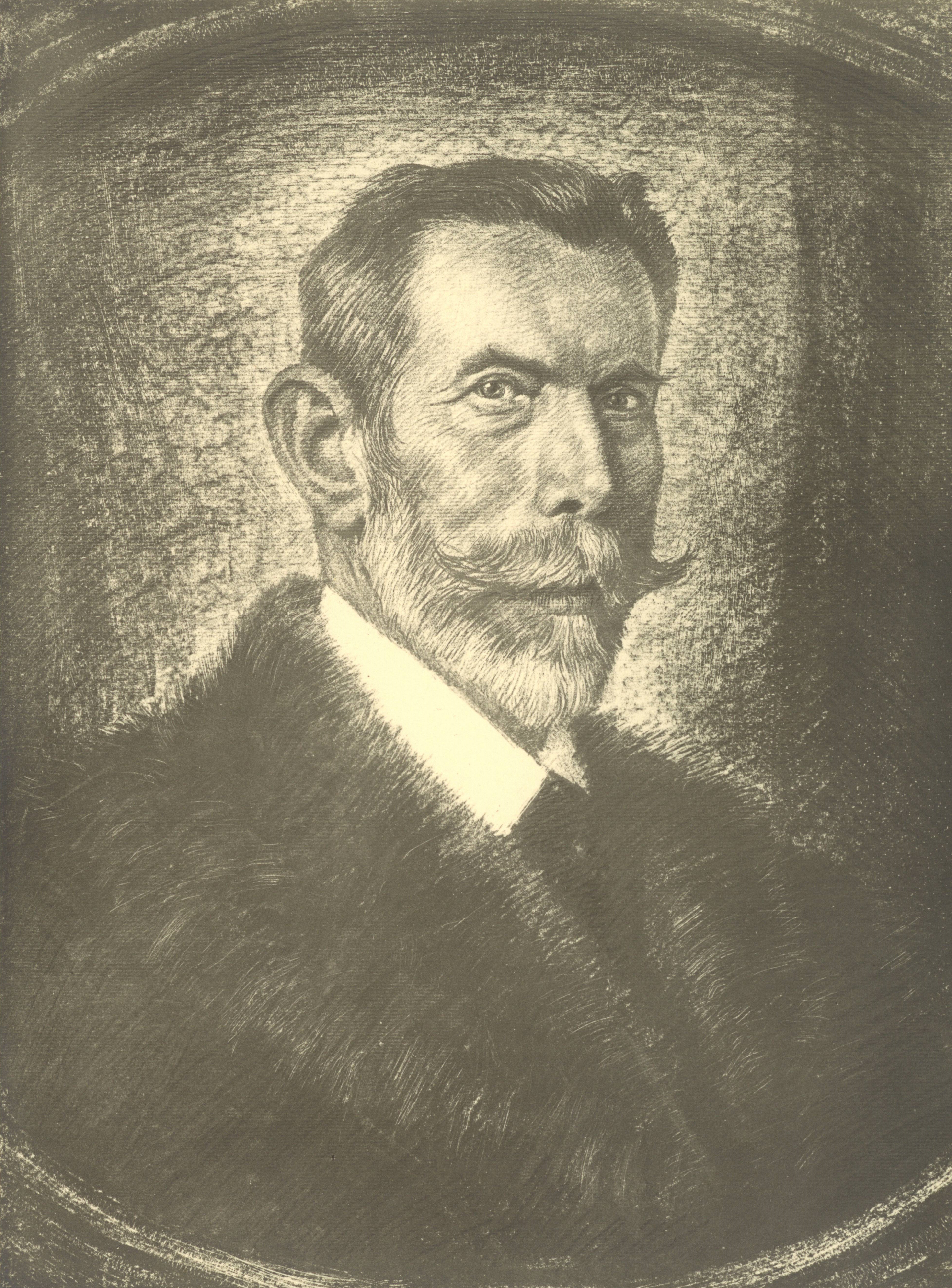
Louis Leitz (1846–1918)

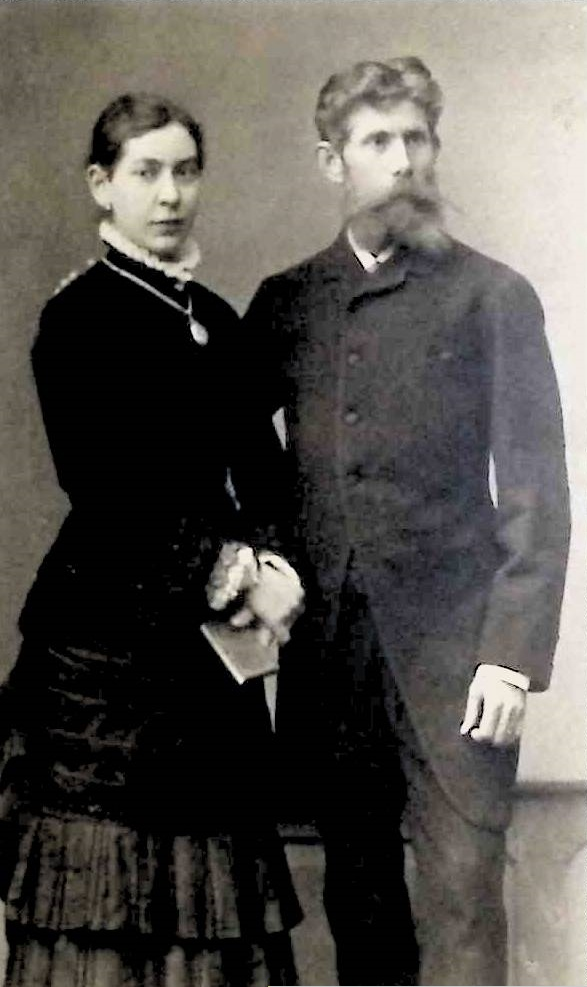
Louis Leitz und seine Ehefrau Sophie

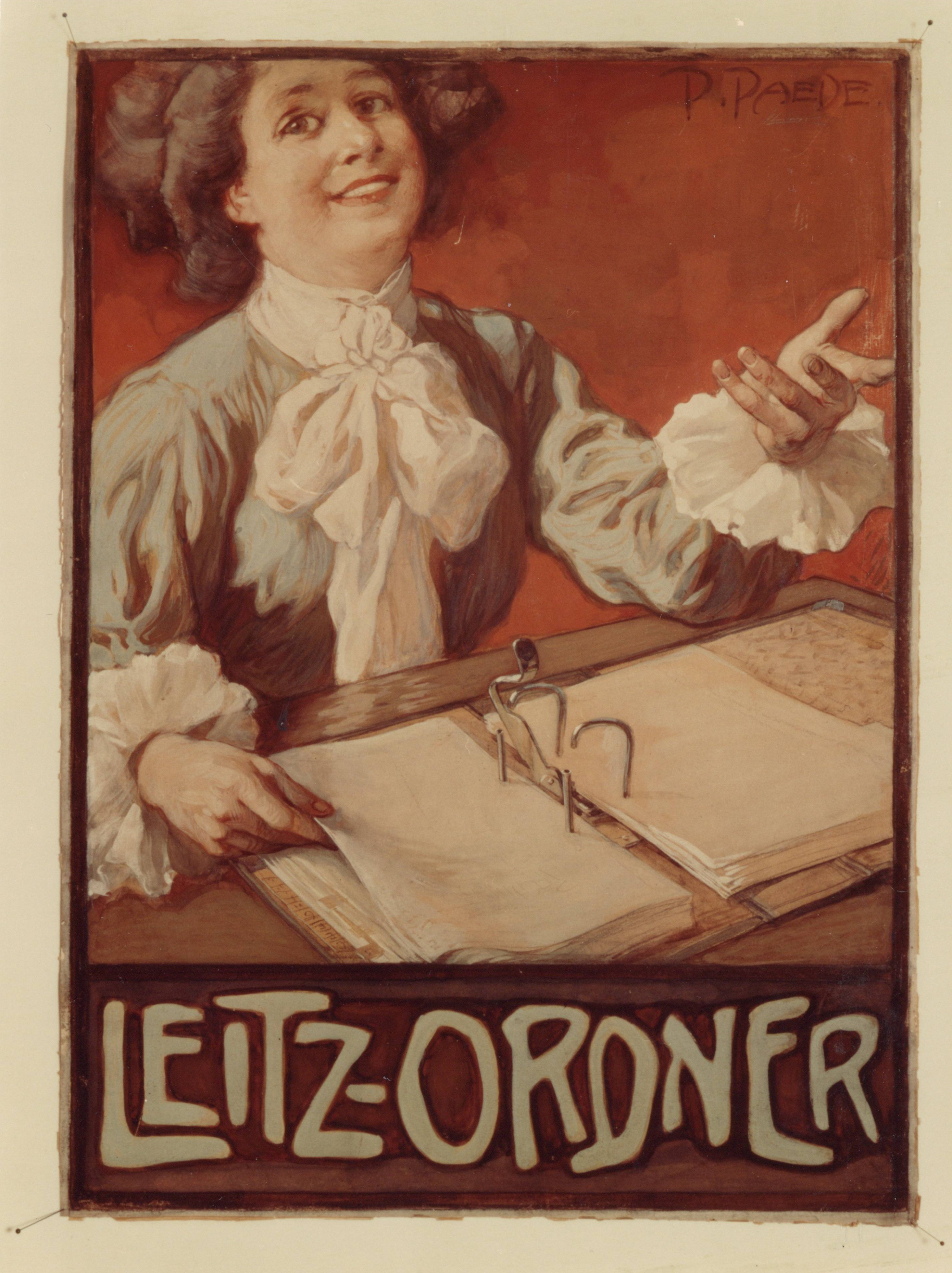
Leitz-Plakat von 1912

Louis Leitz (* 2. Mai 1846 in Großingersheim, Württemberg als Johann Ludwig Leitz; † 18. Mai 1918 in Stuttgart) war ein deutscher Mechaniker und Unternehmer, der als Erfinder des später nach ihm benannten Leitz-Ordners Bedeutung erlangte.

## Leben

### Kindheit
Johann Ludwig (Louis) Leitz wurde am 2. Mai 1846 in Großingersheim bei Ludwigsburg geboren. Er stammte aus einfachen Verhältnissen: Sein Vater Johann Ludwig Leitz (1810–1860) war Küfer, seine Mutter Christophine Friederike Durian (1812–1858), die Tochter des ortsansässigen Metzgers Jakob Durian. Noch im Kindesalter verlor er beide Elternteile und wurde 1860 im Alter von 14 Jahren, wie seine weiteren sechs Geschwister, zum Vollwaisen.
Der Mode seiner Zeit entsprechend, änderte Leitz seinen zweiten Vornamen später in den französischen Rufnamen Louis.

### Ausbildung und früher Werdegang
Um 1860 begann Leitz eine Lehre als Dreher im metallverarbeitenden Handwerk bei der Firma Theilacker in Neuenstadt am Kocher. Sein Großvater Christian Gottlieb hatte bis 1807 bereits in Neuenstadt am Kocher gelebt. Bis 1868 soll Leitz zudem beim Mechaniker Ernst Westhäuser in Heilbronn gearbeitet haben. Nach seiner Ausbildung war er als Mechaniker bei seinem Schwager Jakob Trefz in einer Kohlenhandlung in Stuttgart tätig. Ab 1870 arbeitete er für ein Jahr in der Stuttgarter Nähmaschinenfabrik Friedrich Rauh, die neben Nähmaschinen auch Mechaniken für sogenannte Bibliorhapte, die Vorläufer des modernen Aktenordners, herstellte. Dort sammelte Leitz erste Erfahrungen in der Fertigung von Bibliorhapten, die im 19. Jahrhundert in Frankreich als Innovation für die Büroorganisation erfunden und zum Patent angemeldet worden waren. Nachdem das französische Patent für Bibliohapte 1868 abgelaufen war, konnte deren Herstellung auch in Deutschland erfolgen. Während Leitz‘ Tätigkeit in der Stuttgarter Fabrik lernte er den Mechaniker Carl Heinrich kennen, der dort als Fertigungsleiter der Bibliorhapte-Mechanik tätig war.

### Familie
1872 heiratete Louis Leitz die Französischlehrerin Julie Adele Gauchat, die bereits fünf Jahre nach der Hochzeit 1877 verstarb. Seine erste Ehe blieb kinderlos. Ab 1882 war er verheiratet mit Sophie geb. Rock (1860–1944). Leitz starb am 18. Mai 1918 im Alter von 72 Jahren und wurde auf dem Pragfriedhof in Stuttgart beigesetzt. Aus seiner Ehe mit Sophie Leitz gingen vier Kinder hervor, die beiden ältesten Söhne Ludwig (1884–1954) und Eberhard (1888–1955) und die zwei Töchter Elsa (geb. 1895) und Gertrud (geb. 1897). Beide Söhne wurden am 1. April 1918, noch vor dem Tod ihres Vaters, Teilhaber des väterlichen Unternehmens. Auch seine drei Enkel, Manfred, Martin und Conrad Leitz, sowie sein Schwiegerenkel Dr. Herbert Klaiber, waren später in dritter Generation im Familienunternehmen Leitz tätig. Bis zum Verkauf 1998 wurde das Familienunternehmen von 4 Geschäftsführern der vierten Generation der Nachkommen von Louis Leitz geleitet.

## Leistungen

### Gründer und Unternehmer
Im Alter von 25 Jahren gründete Louis Leitz gemeinsam mit Carl Heinrich am 1. Juli 1871 eine „Mechanische Werkstatt und Fakturabücherei“. Die Werkstatt, in der Metallteile für Ordnungsmittel und Geschäftsbücher gefertigt wurden, befand sich in der Kasernenstraße 35 (heute: Leuschnerstraße) in Feuerbach bei Stuttgart (heute: Stadtbezirk von Stuttgart). Bereits ein Jahr nach der Gründung schied der Mitgründer und Teilhaber Heinrich 1872 wieder aus. Mit Unterstützung seines Bruders Jakob Leitz und eines weiteren Mitarbeiters führte Leitz das Unternehmen weiter. Auch seine Ehefrau Sophie Leitz unterstützte ihn seit den Anfangsjahren tatkräftig, brachte sich aktiv in die Firma ein und hielt ihrem Ehemann gleichzeitig den Rücken frei.
Nach französischem Vorbild erfand Louis Leitz 1893 den ersten Leitz-Ordner des Typs A, der „Registrator-Sammelmappe A“, mit einem ersten Hebelmechanismus mit Umlegebügel. Bis 1896 entwickelte er die innovative Hebel-Mechanik zum Öffnen und Verschließen der Umlegebügel weiter, indem er den Hebel zwischen den Bügeln für eine verbesserte Handhabung nach außen verlegte. Mit der Erfindung der Hebel-Mechanik revolutionierte Leitz Ende des 19. Jahrhunderts die Büroorganisation. 1903/04 führte er den Hebelordner mit einem sogenannten Exzenterverschluss, der neben einem Hebel auch eine Rolle beinhaltete, auf dem Markt der Büroartikel ein. Die Rolle hatte er 1902 zuvor patentieren lassen. Die revolutionäre Mechanik ist bis heute nahezu unverändert in jedem Aktenordner zu finden. 1911 wurde das Griffloch im Ordnerrücken eingeführt. Einer der ersten lokalen Abnehmer für Leitz-Ordner war die Firma Bosch in Stuttgart.

Leitz-Zentrale in Feuerbach nach 1912

1901 erfand Louis Leitz zudem den ersten separaten Handlocher „Phoenix“; bis dahin waren Locher und Ordner miteinander verbunden gewesen. Im selben Jahr wurde der Rücken der Leitz-Ordner erstmals mit der Aufschrift „Leitz-Ordner A“ in der bis heute bekannten chinesisch angehauchten Pinselschrift ausstaffiert und von Leitz am 24. Oktober 1901 als Warenzeichen eingetragen. Mit seiner Idee, den Unternehmensnamen als Marke auf den Ordnerrücken zu drucken, schuf Leitz die Grundlage, dass der Leitz-Ordner in Deutschland zum Gattungsbegriff für Aktenordner und Symbol für Büroordnung wurde. Sein ebenfalls bekanntes Erscheinungsbild mit schwarz-grünem bzw. schwarz-weißem Achatmarmor-Papierüberzug bekam der Leitz-Ordner 1907/08. Seit 1911 wird der grüne Leitz-Schriftzug auf schwarzem Hintergrund auf den Ordnerrücken gedruckt.
1913 gründete Louis Leitz gemeinsam mit sechs weiteren deutschen Briefordner-Fabrikanten, darunter auch der damalige Konkurrent Soennecken, die Briefordnerkonvention, um der starken Marktkonkurrenz mit Kartellabsprachen, insbesondere mit gemeinsam festgelegten Preisen, entgegenzutreten.
Die hohe Nachfrage nach Büroartikeln infolge der zunehmenden Bürokratisierung in staatlichen Behörden und Unternehmen ließ sein Unternehmen weiter expandieren: 1891 beschäftigte Leitz bereits 15 Mitarbeitende und verlagerte die Geschäftsräume in ein neues Wohn- und Geschäftshaus in der Traubenstraße 9 in Feuerbach, dessen obere Stockwerke er mit seiner Familie bezog. Nachdem sich die Belegschaft zwischen 1894 und 1898 aufgrund der starken Nachfrage nach Leitz-Büroartikeln und des damit einhergehenden Umsatzwachstums von 26 auf 63 Beschäftigte nahezu verdreifacht hatte, erfolgte 1897 der Umzug der Firma in ein von Louis Leitz in Auftrag gegebenes, modernes Fabrikgebäude in der Siemensstraße 64 in Feuerbach, wo sich bis heute der Firmensitz befindet. 1905 eröffnete Leitz eine Niederlassung in Wien; 1911 ein erstes Zweigwerk in Berlin. Kurz vor Ausbruch des Ersten Weltkriegs arbeiteten 1914 mehr als 200 Beschäftigte für Leitz.
1998 wurde das von ihm gegründete, mittelständische Familienunternehmen in vierter Generation an den schwedischen Büroartikelkonzern Esselte verkauft. Das Unternehmen gehört seit 2016 zum US-amerikanischen ACCO-Konzern und firmiert unter LEITZ ACCO Brands GmbH & Co. KG.
Im November 2001 wurde die nach ihm benannte, gemeinnützige Louis Leitz Stiftung, die sich auf Förderprojekte in den Bereichen Bildung, Ausbildung und Arbeit für benachteiligte und in Not geratene Menschen konzentriert, von den Nachkommen von Louis Leitz der dritten, vierten und fünften Generation gegründet.

## Ehrungen
- Die Louis-Leitz-Schule in Feuerbach wurde nach ihm benannt.[28]
- Die Louis-Leitz-Stiftung in Stuttgart trägt seinen Namen.[29]
- In Bremen-Oberneuland, Ingersheim und Stuttgart wurden Straßen nach ihm benannt.
- In seinem Geburtsort Ingersheim wurde eine Stele in Gedenken an seinen 175-jährigen Geburtstag eingeweiht.[30]
- In der Dauerausstellung im Haus der Geschichte Baden-Württemberg in Stuttgart steht seit 2021 eine Vitrine mit Exponaten von Louis Leitz.